# Memory Banda
Memory Banda (distrito de Mzimba, 24 de septiembre de 1996) es una activista de los derechos del niño malauí, relevante a nivel internacional por su trabajo en oposición al matrimonio infantil.

## Trayectoria
Banda nació en el distrito de Mzimba y creció en el distrito de Chiradzulu. Su padre murió cuando ella tenía cuatro años y fue criada por su madre. A pesar de crecer en una familia monoparental, Memory desafió las probabilidades del matrimonio precoz en su comunidad.  Su hermana Mercy se vio obligada a casarse a la edad de 11 años después de quedar embarazada durante una ceremonia de iniciación. Desde muy joven, Memory aspiraba a ser diferente de todos y de todo. Ella reconoce que era una chica dura. Tenía voz, a pesar de que su cultura le recordaba que debía guardar silencio porque era una niña. Su trayecto ha sido una inspiración para las niñas de todo el mundo.
Un informe de Human Rights Watch de 2014 encontró que "una de cada dos niñas en Malaui, en promedio, estaba casada antes de cumplir 18 años". Memory Banda ha desempeñado un papel influyente tanto a nivel comunitario, nacional y recientemente internacional, incluida la presentación de una charla TED,hablando en la 59ª Comisión de las Naciones Unidas sobre la Condición Jurídica y Social de la Mujer, y en el Foro de la Libertad de Oslo. Abogó que los líderes tradicionales formularan unos estatutos que protegieran a las niñas mientras que a nivel nacional, abogó que la edad legal para contraer matrimonio se elevara de los 15 a los 18 años.Así consiguió que la ley para reconociera los 18 años como la edad legal para contraer matrimonio en Malawi.  No obstante Memory se dedica a que la ley se aplique y sigue abogando por el empoderamiento de las niñas.Memory ha creado los grupos comunitarios de niñas Girls Empowerment Network (GENET) de Malawi y Let Girls Lead  para mantener a las niñas en la escuela y crear conciencia de sus derechos. Colaboró en un proyecto de narración de historias donde las niñas compartían sus experiencias, sus sueños y  los desafíos a los que se enfrentan a través de diferentes formas de arte y teatro.
En 2021, protagonizó el documental francés Bigger Than Us.